# Selig Auerbach
Sigmund Selig Aviezri Auerbach (geboren am 1840 in Darmstadt; gestorben 1901 in Halberstadt), kurz Selig Auerbach, war ein deutscher Rabbiner. Er gehörte 1897 zu den „Protestrabbinern“, die sich gegen die Abhaltung des Zionistenkongresses in Deutschland wandten.
Neben dem Thora-Studium bei seinem Vater, Rabbiner Benjamin Hirsch Auerbach, besuchte er das Darmstädter Gymnasium. Er studierte in München und Berlin, promovierte und absolvierte eine Rabbinerausbildung am orthodoxen Beth Hamidrasch in der Heidereutergasse in Berlin. 1862 übernahm er die Leitung der neu gegründeten jüdischen Schule in Fürth.
Nach dem Tod seines Vaters im Jahr 1872 übernahm er dessen Amt als Rabbiner von Halberstadt – einer orthodox geführten Einheitsgemeinde –, als Leiter der jüdischen Schule sowie einer kleinen Jeschiwa (Talmudhochschule).